# Berrya cubensis
Berrya cubensis är en malvaväxtart som först beskrevs av August Heinrich Rudolf Grisebach, och fick sitt nu gällande namn av André Joseph Guillaume Henri Kostermans. Berrya cubensis ingår i släktet Berrya och familjen malvaväxter. Inga underarter finns listade i Catalogue of Life.